# USS Bell (DD-587)
USS Bell (DD-587) là một tàu khu trục lớp Fletcher được Hải quân Hoa Kỳ chế tạo trong Chiến tranh Thế giới thứ hai. Nó là chiếc tàu chiến thứ hai của Hải quân Mỹ được đặt theo tên Chuẩn đô đốc Henry H. Bell (1808–1868), người tham gia cuộc Nội chiến Hoa Kỳ. Nó hoạt động cho đến hết Thế Chiến II, được cho xuất biên chế năm 1946 và bị đánh chìm như một mục tiêu năm 1975. Bell được tặng thưởng mười hai Ngôi sao Chiến trận do thành tích phục vụ trong Thế Chiến II.

## Thiết kế và chế tạo
Bell được đặt lườn tại Xưởng hải quân Charleston ở North Charleston, South Carolina vào ngày 30 tháng 12 năm 1941. Nó được hạ thủy vào ngày 24 tháng 6 năm 1942; được đỡ đầu bởi bà Clea Cooke Hulse, cháu gái bốn đời của Đô đốc Bell; và nhập biên chế vào ngày 4 tháng 3 năm 1943 dưới quyền chỉ huy của Hạm trưởng, Trung tá Hải quân L.C. Peatross.

## Lịch sử hoạt động
Sau khi nhập biên chế, Bell hoạt động tuần tra và hộ tống tại vùng biển Bắc Đại Tây Dương cho đến tháng 11 năm 1943, thực hiện một chuyến đi sang Anh Quốc vào tháng 8. Vào ngày 6 tháng 11, nó lên đường đi sang khu vực Mặt trận Thai Bình Dương, đi đến Trân Châu Cảng vào ngày 27 tháng 11.
Bell gia nhập Lực lượng Đặc nhiệm 58 cho các cuộc không kích lên Kavieng, New Ireland vào các ngày 25 tháng 12 năm 1943, 1 và 4 tháng 1 năm 1944; tấn công lên Kwajalein tại quần đảo Marshall từ ngày 29 tháng 1 đến ngày 2 tháng 2; không kích lên Truk trong các ngày 17 và 18 tháng 2; không kích lên quần đảo Mariana trong các ngày 21 và 22 tháng 2; tấn công lên quần đảo Caroline trong các ngày 30 tháng 3 và 1 tháng 4; đổ bộ lên Hollandia từ ngày 21 tháng 4 đến ngày 24 tháng 4; đổ bộ lên Saipan từ ngày 12 đến ngày 24 tháng 6; không kích lần thứ nhất lên quần đảo Bonin trong các ngày 15 và 16 tháng 6; tham gia Trận chiến biển Philippine trong các ngày 19 và 20 tháng 6; không kích lên Bonin lần thứ hai vào ngày 24 tháng 6 và lần thứ ba trong các ngày 3 và 4 tháng 7; đổ bộ lên Guam vào ngày 21 tháng 7; không kích lên khu vực Tây quần đảo Caroline từ ngày đến ngày 25 đến ngày 28 tháng 7; không kích lên Bonin lần thứ tư trong các ngày 4 và 5 tháng 8; không kích lên Palau từ ngày 6 đến ngày 8 tháng 9; không kích lên quần đảo Philippine từ ngày 9 đến ngày 24 tháng 9; không kích lên Okinawa vào ngày 10 tháng 10; rồi cùng Lực lượng Đặc nhiệm 38 không kích lên Đài Loan từ ngày 12 đến ngày 17 tháng 10.
Bell đã tham gia gia thành phần hộ tống cho các tàu tuần dương Houston (CL-81) và Canberra (CA-70) bị hư hại trong chiến đấu rút lui từ Đài Loan về từ ngày 15 đến ngày 29 tháng 10. Sau đó nó gia nhập trở lại Đệ Tam hạm đội cho các cuộc tấn công lên Luzon từ ngày 5 tháng 11 đến ngày 16 tháng 12, và cuộc đổ bộ lên vịnh Lingayen, Luzon từ ngày đến ngày 4 đến ngày 18 tháng 1 năm 1945.
Vào chiều tối ngày 31 tháng 1 năm 1945, Bell đã cùng tàu khu trục O'Bannon (DD-450) và tàu khu trục hộ tống Ulvert M. Moore (DE-442) đánh chìm chiếc tàu ngầm Nhật RO-115 ở tọa độ 13°20′B 119°20′Đ / 13,333°B 119,333°Đ. Nó quay trở về Xưởng hải quân Puget Sound vào ngày 27 tháng 2 để sửa chữa, rồi rời vùng bờ Tây vào ngày 22 tháng 4, đi đến Leyte vào ngày 29 tháng 5. Từ đây, chiếc tàu khu trục lên đường tham gia các chiến dịch đổ bộ lên vịnh Brunei từ ngày đến ngày 7 đến ngày 10 tháng 6, và lên Balikpapan, Borneo từ ngày 1 đến ngày 3 tháng 7. Nó tuần tra và hộ tống các đoàn tàu vận tải tại Philippines cho đến khi chiến tranh kết thúc, rồi làm phục vụ hoạt động chiếm đóng tại Okinawa, Trung Quốc và Triều Tiên cho đến ngày 14 tháng 12, khi nó lên đường quay trở về San Francisco, đến nơi vào ngày 4 tháng 1 năm 1946.
Bell được cho xuất biên chế vào ngày 14 tháng 6 năm 1946 và được đưa về thành phần dự bị, neo đậu cùng Đội San Diego thuộc Hạm đội Dự bị Thái Bình Dương. Tên nó được cho rút khỏi danh sách Đăng bạ Hải quân vào ngày 1 tháng 11 năm 1972, và con tàu bị đánh chìm như một mục tiêu vào ngày 11 tháng 5 năm 1975.

## Phần thưởng
Bell được tặng thưởng mười hai Ngôi sao Chiến trận do thành tích phục vụ trong Thế Chiến II.